# Station Ruda Białaczowska
Station Ruda Białaczowska is een spoorwegstation in de Poolse plaats Ruda Białaczowska.